# Guslač na krovu
Guslač na krovu  (engl. Fiddler on the Roof), je američki mjuzikl iz 1964. Jerry Bock je napisao glazbu a Sheldon Harnick libreto. Broadwaysku praizvedbu režirao je Jerome Robbins. Scenarij je napisao Joseph Stein.
Mjuzikl se temelji na romanu Šaloma Alejhema Tewje der Milchiger ("Tevje, raznosač mlijeka", originalno objavljen na jidišu 1894.) Radnja se odigrava u Anatevki, izmišljenom štetlu (židovskom selu), unutar Crte naseljavanja za Židove u Carskoj Rusiji. Glavna osoba, Tevje, nastoji očuvati židovske tradicije dolazeći na taj način u sukob sa svojim kćerkama i njihovim nastojanjima da se udaju za osobe koje nisu izabrane na tradicionalan način. Ovi obiteljski konflikti odigravaju se paralelno s nemirima koji nagovještavaju pogrome Židova i pokazuju političke suprotnosti u Carskoj Rusiji. Tevje objašnjava da bi bez svojih tradicija bili nesigurni kao "guslač na krovu".
Melodije u mjuziklu pripadaju klezmer glazbi. Najpoznatija melodija je "If I Were a Rich Man" (hr. "Da sam ja bogataš"). Hrvatska premijera izvedena je 1970. u zagrebačkom gradskom kazalištu 'Komedija'.
Redatelj Norman Jewison je ekranizirao mjuzikl 1971. Chaim Topol je odigrao glavnu ulogu a film je snimljen u 
Lekeniku i Maloj Gorici.